# اليتمة
اليتمة يقع مركز اليتمة جنوب المدينة المنورة، على بعد نحو 60 كم على الطريق السريع (المدينة المنورة / مكة المكرمة)، وتبلغ مساحة المركز حوالي 2642.6 كم2، وتمثل حوالي 10,5% من إجمالي مساحة النطاق الإشرافي للمدينة المنورة ومراكزها، ويضم المركز 40 قرية منها السديرة واللثامة والنقيعة وفرشة الشامي ويبلغ عدد سكان مركز اليتمة تقديري نحو 21,830 نسمة، معظمهم من السهلية من النواصف من بني عوف من حرب ويسكن معهم ابناء عمومتهم من اللهبة واللقامين والسحمان وولد علي وجميعهم من النواصف من عوف من حرب تقدر بنحو 14,4% من إجمالي سكان القرى، وتبلغ الكثافة العامة حوالي 4,5شخص/كم2.
يغلب على التركيب الجيولوجي بمركز اليتمة الطفوح البركانية البازلتية (امتداد لحرة رهط بالقطاع الشرقي حيث تمثل حوالي 50,3% من مساحة المركز. وتتكثف الفوهات البركانية بالحرة.
كما تتكثف الصدوع الظاهرة والمحدبة والمقعرة الموازية للبحر الأحمر والمتعامدة عليه حول أكبر تجمعين اليتمة والهندية (وتشكل عائقاً للتنمية)، ويجب دراسة إمكانات الاستفادة من الطاقة الحرارية الأرضية الكامنة بفوهات البراكين الخامدة والهادئة.
وتظهر تكوينات المتداخلات النارية الحامضية المتقدمة في العمر في القطاع الغربي للمركز على شكل تجمعين رئيسيين بمساحة تبلغ حوالي 89 كم2، ويلزم دراسة تلك المتداخلات النارية دراسة تفصيلية حيث تمثل عائقا للتنمية العمرانية.
تتكون التربة في معظمها من حمم بركانية ذات انحدارات تتراوح بين (صفر إلى 20%) وتتركز بالقطاع الشرقي أما البروزات الصخرية فتتركز في القطاع الغربي وتقام حالياً مشروعات زراعية على الأطراف الشرقية للحرة وضفاف الأودية والسهول المنحدرة منها نظراً لخصوبة تربتها، حيث يوجد نحو 68,8 كم2 أراضي زراعية. وتشير الدراسات الجيولوجية إلى أن الحرة بالمركز عبارة عن طبقة ثانوية بازلتية حاملة للمياه.
تشكل الزراعة أكبر المقومات الاقتصادية بالمركز نظراً لتوفر الأراضي الزراعية على حافة حرة رهط وجوانب الأودية، وكذلك وفرة المياه الجوفية على أعماق (80-120م)، كما تنتج المزارع العسل بكميات تجارية، وتمثل مساحة الأراضي الزراعية حوالي 2,6% من مساحة المركز، ويقوم المركز ببعض الانشطة التجارية والصناعات الخفيفة المرتبطة بالحركة على طريق الهجرة، وتعتبر تربية المواشي هي المصدر الثاني للدخل حيث يعمل بها عدد كبير من السكان.
وتوجد إمكانات استثمارية جيدة في مجال الصناعات الاستخراجية، حيث توجد منطقة تعدين غرب اليتمة لخامات الفلسبار والرمل الزجاجي، ويجب دراسة الموقع للتعرف على حجم المخزون ودرجة تركيز الخام حتى يمكن الاستفادة منه اقتصاديا. كما توجد فرصة استثمارية في مجال الصناعات البترولية والبتروكيماوية حيثيمر الخط الناقل للزيت من شرق المملكة إلى ينبع، وبالتالي يمكن التفكير في إقامة بعض الصناعات المعتمدة على المنتجات البترولية. كما توجد إمكانات استثمارية جيدة في مجال السياحة، حيث يقع جبل إدقس على بعد 40 كم غرب قرية اليتمة، ويشتهر بكثافة النباتات والأشجار ويتميز بانخفاض درجات الحرارة في فصل الصيف.
تقع معظم التجمعات العمرانية غرب الوادي، مع أن الأراضي الزراعية الجيدة تقع معظمها شرق الوادي بمحاذاة الحرة، وهناك مخطط معتمد من الأمانة يقـع جنوب غرب اليتمة على الطريق السريع يضم 787 قطعة أرض توزع لأصحاب المنح، ويشتمل المخطط على مواقع لجميع الإدارات الحكومية وقد تم تسليمها للجهات المختصة.
يخترق المركز طريق الهجرة السريع (المدينة المنورة/مكة المكرمة) بطول حوالي 45كم، أما الطرق الداخلية فجميعها ترابية وغير ممهدة، وتبلغ مساحة الطرق المرصوفة والترابية حوالي 31,9 كم2، تمثل الطرق الترابية منها نحو 7,9%، ويرجع السبب في انخفاض نسبة الطرق الترابية بالمركز إلى مرور طريق الهجرة السريع به مما رفع نسبة الطرق المرصوفة، بالإضافة إلى وجود مناطق الحمم البركانية وهي مناطق غير مأهولة بالسكان.
يتم توفير مياه الشرب لمركز اليتمة بنقل المياه من أبار وزارة البيئة والمياه والزراعة بالقرب من وادي النقيع]، ويتم التخلص من مياه الصرف الصحي من خلال البيارات ذات القاع المفتوح والتي يتم نزحها بالجهود الذاتية. وبالنسبة للمخلفات الصلبة يتم جمعها يوميا والتخلص منها بالطمر الصحي في مرامي تابعة للمركز. ويتم توفير الكهرباء للقرى عن طريق المولدات الخاصة والتجارية التي يوفرها بعض المتعهدين، وتوجد شبكة للهاتف، وتتوفر خدمة الهاتف الجوال على طول طريق الهجرة السريع. ويوجد بالمركز أبراج الهواتف الإسقاطية.
اليتمة معروفة قديما وكانت تعرف بالأتمة أو أتمة ابن الزبير لأنه سكنها، وممن سكنها الأشعث المزني ومزينة كانت تسكن قدس وورقان واليتمة قبل نزول حرب.